# HMS Montserrat (K586)
La HMS Montserrat (K586) fue una fragata clase Colony de la Marina Real británica. Su nombre remite al territorio británico de ultramar de Montserrat, ubicado en el Caribe.

## Historia
Fue puesta en grada el 28 de agosto de 1943, botada el 27 de septiembre de ese mismo año, y puesta en servicio el 31 de agosto de 1944. Al ser construida inicialmente para la Armada de los Estados Unidos, se denominó USS Hornby (PF-82). Transferida a la Marina Real británica, adoptó el nombre HMS Montserrat (K586), y tras un servicio de tres años, en 1946, fue devuelta a los Estados Unidos y retirada definitivamente.